# Loleta
Loleta is een plaats in Humboldt County in Californië in de Verenigde Staten.
Het is vooral bekend door de Loleta Cheese Factory. Het is ook de plaats waar delen van de horrorfilm Halloween 3: Season of the Witch opgenomen werden.